# The Fighting Lieutenant
The Fighting Lieutenant è un cortometraggio muto del 1913 scritto e diretto da E.A. Martin. Prodotto dalla Selig Polyscope Company,  il film aveva come interpreti Harold Lockwood, Adele Lane, Al Ernest Garcia, George Hernandez, Eugenie Besserer, William Hutchinson.

## Trama
Un ufficiale di cavalleria, di servizio al confine messicano, si innamora di una bella señorita.

## Produzione
Il film fu prodotto dalla Selig Polyscope Company.

## Distribuzione
Distribuito dalla General Film Company, il film - un cortometraggio di 275,54 metri - uscì nelle sale cinematografiche statunitensi il 20 giugno 1913. Nelle proiezioni, veniva programmato con il sistema dello split reel, accorpato in un'unica bobina con un altro cortometraggio prodotto dalla Selig, il documentario Fancy Poultry.